# North Sarasota, Florida
North Sarasota är en ort (CDP) i Sarasota County, i delstaten Florida, USA. Enligt United States Census Bureau har orten en folkmängd på 6 982 invånare (2010) och en landarea på 9,5 km².